# 1-я бригада подводных лодок Черноморского флота
1-я Севастопольская Краснознамённая бригада подводных лодок Черноморского флота — бригада подводных лодок Черноморского флота ВМФ СССР, существовавшая в 1931—1947 годах и принимавшая участие в Великой Отечественной войне.

## История
Сформирована в марте 1931 года как 1-я бригада подводных лодок Черноморского флота. Первоначально в её состав входили подводные лодки типа «АГ» (6 штук) и «Барс», а также плавбаза «Березань». В дальнейшем бригада пополнялась подводными лодками типов «Д», «Щ», «Л» и «С». В 1936 году три дивизиона (малые подводные лодки типов «А» и «М») были выделены во 2-ю бригаду подводных лодок. Перед Великой Отечественной войной 1-я бригада состояла из четырёх дивизионов (всего 22 ПЛ, в том числе 9 в ремонте), плавбаз «Волга» и «Эльбрус». Базировалась на главную ВМБ Черноморского флота — Севастополь.

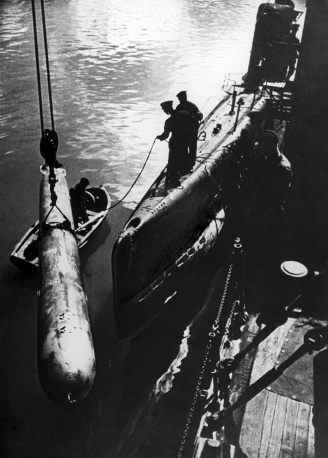
Экипаж подводной лодки М-117 загружает с плавбазы «Эльбрус» торпеды перед выходом на боевую операцию, 1943 год

С первых дней войны ПЛ бригады были развёрнуты у западного побережья Чёрного моря у берегоы Румынии и Болгарии и вели боевые действия по нарушению морских перевозок противника. По мере продвижения войск противника дивизионы бригады перебазировались в Феодосию, Туапсе, Поти и Батуми, что требовало увеличения времени на переходы и сокращало сроки пребывания ПЛ на боевых позициях, а также усложняло их материально-техническое обеспечение. В этих трудных условиях личный состав бригады продолжал успешно выполнять боевые задачи. В ходе героической обороны Севастополя ПЛ бригады доставляли осаждённым войскам боеприпасы, продовольствие и горючее, а также эвакуировали раненых.
В августе 1942 года поредевшие после тяжёлых потерь, в том числе при снабжении осаждённого Севастополя, 1-я и 2-я бригады ПЛ Черноморского флота были объединены в одну бригаду ПЛ.
В июне 1944 года бригада была вновь переформирована в 2 бригады ПЛ. 1-я бригада ПЛ состояла из 2 дивизионов (всего 15 ПЛ), плавбаз «Волга» и «Нева». В этом составе с небольшими изменениями она действовала до конца войны. За время боевых действий её ПЛ уничтожили более 30 боевых кораблей, транспортов, танкеров и других судов противника с войсками и воинскими грузами. Кроме того, ПЛ бригады вели разведку, подавляли огневые средства противника, обеспечивали высадку морских десантов и диверсионных групп.
За образцовое выполнение боевых заданий командования, организованность и дисциплину, мужество и отвагу личного состава бригаде присвоено почётное наименование «Севастопольской» (22 июля 1944 года), она была награждена орденом Красного Знамени (25 сентября 1944 года).
Подводные лодки Л-4, М-111, М-117, С-31, Щ-201, Щ-209, А-5 были награждены орденом Красного Знамени, подводные лодки М-35, М-62, Щ-215, С-33, Щ-205 стали гвардейскими.
В марте 1947 года 1-я Севастопольская Краснознамённая Бригада подводных лодок была переформирована в 1-й отдельный Севастопольский Краснознамённый дивизион.

## Состав
На 22 июня 1941 года корабельный состав бригады составляли 22 подводные лодки и 2 плавбазы подводных лодок и был разделён на 4 дивизиона:
- 1-й дивизион: подводные минные заградители типа «Л» — Л-4, Л-5, Л-6, командир — капитан 3-го ранга Н. Д. Новиков[1];
- 2-й дивизион: большие подводные лодки типа «Д» — Д-4, Д-5, Д-6, и средние подводные лодки типа «С» — С-31, С-32, С-33, С-34, командир — капитан 3-го ранга А. В. Бук[1];
- 3-й дивизион: средние подводные лодки типа «Щука» — Щ-204, Щ-205, Щ-206, Щ-207, Щ-208, Щ-209, Щ-210, плавбаза «Волга», командир — капитан 3-го ранга Г. Ю. Кузьмин[1];
- 4-й дивизион: средние подводные лодки типа «Щука» — Щ-211, Щ-212, Щ-213, Щ-214, Щ-215, плавбаза «Эльбрус», командир — капитан 3-го ранга Б. А. Успенский[1].

## В составе
- Краснознамённого Черноморского флота

## Командиры
- флагман 2-го ранга Г. В. Васильев (1931—1937)
- капитан 1 ранга (с 3 января 1942 года — контр-адмирал) П. И. Болтунов (июнь 1941 года — август 1942 года);
- капитан 1 ранга (с 5 ноября 1944 года — контр-адмирал) С. Е. Чурсин (июнь 1944 года — до конца войны).

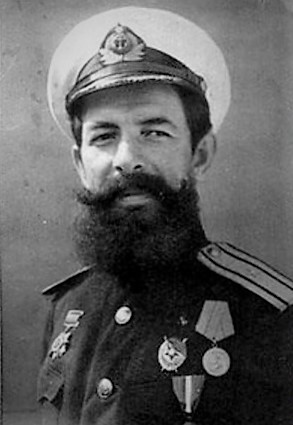
Грешилов Михаил Васильевич

## Награды
- 25 сентября 1944 года —  Орден Красного Знамени — награждена указом Президиума Верховного Совета СССР от 25 сентября 1944 года за успешное выполнение боевых заданий командования в боях с немецкими захватчиками и проявленные доблесть и мужество.

## Отличившиеся воины
Подводники-черноморцы — капитан 2 ранга Б. А. Алексеев, капитаны 3 ранга М. В. Грешилов и Я. К. Иосселиани, капитан-лейтенанты А. Н. Кесаев и М. И. Хомяков, мичман И. С. Перов и старший краснофлотец А. С. Морухов — удостоены звания Герой Советского Союза.